# Phryganea cinerea
Phryganea cinerea är en nattsländeart som beskrevs av Walker 1852. Phryganea cinerea ingår i släktet Phryganea och familjen broknattsländor. Inga underarter finns listade i Catalogue of Life.